# Johannes Arnold (Politiker)
Johannes Arnold (* 7. April 1970 in Stuttgart) ist ein deutscher Kommunalpolitiker (parteilos). Er ist seit 21. Oktober 2011 Oberbürgermeister der Großen Kreisstadt Ettlingen.

## Leben
Arnold wuchs in Heimerdingen, einem Ortsteil von Ditzingen im Landkreis Ludwigsburg, auf.
Er studierte Verwaltungswissenschaften an der Universität Konstanz. Nach dem Diplom 1998 war er im Stadtmarketing der Stadt Konstanz beschäftigt. Von 1999 bis 2005 war er Wirtschaftsbeauftragter von Nagold, von 2003 bis 2005 gleichzeitig Geschäftsführer des interkommunalen Gewerbegebiets INGpark, eines militärischen Konversionsgeländes.
Im Juli 2005 wurde er zum Bürgermeister (Beigeordneten) der Großen Kreisstadt Nagold gewählt. In sein Dezernat fielen die Aufgaben Finanzen, Wirtschaft, Immobilienmanagement, Schule, Kindergärten und Kultur und Stadtwerke. Seit 2009 war er auch Mitglied des Kreistags des Landkreises Calw, wo er der Fraktion der Freien Wähler angehörte.
Am 24. Juli 2011 wurde Arnold mit 50,74 Prozent der Stimmen im ersten Wahlgang zum Oberbürgermeister von Ettlingen gewählt. Arnold ist parteilos.
Bei der Kommunalwahl am 25. Mai 2014 wurde Arnold mit 11.481 Stimmen in den Kreistag des Landkreises Karlsruhe gewählt. Mit diesem Ergebnis erhielt er in Ettlingen die meisten und war im Landkreis der Kandidat mit den viertmeisten Stimmen. Dadurch konnte er auch ein Ausgleichsmandat für die Liste, auf der er kandidierte, erreichen. Die Liste bestand aus unabhängigen Bewerbern, die durch Mitglieder der ebenfalls dem Landesverband der Freien Wähler Baden-Württemberg angehörenden Wählervereinigung „Für Ettlingen“ ergänzt wurde. Somit blieb Arnold seinem Versprechen aus der OB-Wahl, parteilos zu bleiben, treu. Im Kreistag schloss er sich der Fraktion der "Freien Wählern" an, die dadurch nach Stimmen zur zweitstärksten Fraktion im Kreistag wurden.
Bei der Kreistagswahl am 26. Mai 2019 erhielt Arnold 13.829 Stimmen und somit erneut die meisten Stimmen in Ettlingen. Damit verbesserte er sein Ergebnis im Landkreis als der Kandidat mit den drittmeisten Stimmen. Inzwischen ist er Fraktionsvorsitzender der zweitgrößten Fraktion (Freien Wähler) im Kreistag Karlsruhe und zweiter stellvertretender Landrat.
Am 21. Juli 2019 wurde Arnold bei der Oberbürgermeisterwahl ohne Gegenkandidaten bei einer Wahlbeteiligung von 26,2 % mit 98,6 % als Oberbürgermeister wiedergewählt.
Arnold ist verheiratet und hat drei Kinder.